# Giraldilla 2008
Die Giraldilla 2008 (auch Cuba International 2008 genannt) im Badminton fanden vom 26. bis zum 30. März 2008 in Havanna statt.

## Sieger und Platzierte
| Disziplin    | Gold                                | Silber                              | Bronze                                 |
| ------------ | ----------------------------------- | ----------------------------------- | -------------------------------------- |
| Herreneinzel | Yuhan Tan                           | Raju Rai                            | Klaus Raffeiner                        |
| Herreneinzel | Yuhan Tan                           | Raju Rai                            | Osleni Guerrero                        |
| Dameneinzel  | Solángel Guzmán                     | Lauren Todt                         | María Hernández                        |
| Dameneinzel  | Solángel Guzmán                     | Lauren Todt                         | Lisandra Suárez                        |
| Herrendoppel | Alexander Hernández Osleni Guerrero | Peteiro Yendri Ronald Toledo        | Dean Schoppe Mathew Fogarty            |
| Herrendoppel | Alexander Hernández Osleni Guerrero | Peteiro Yendri Ronald Toledo        | Yariel Martínez Reinier Suárez         |
| Damendoppel  | Maria Hernández Solángel Guzmán     | Keylin Jimenez Lisandra Suárez      | Jeniffer Castellanos Maylien Hernández |
| Damendoppel  | Maria Hernández Solángel Guzmán     | Keylin Jimenez Lisandra Suárez      | Claudia Zornoza Lauren Todt            |
| Mixed        | Osleni Guerrero Lisandra Suárez     | Alexander Hernández Solángel Guzmán | Ronald Toledo Maria Hernandez          |
| Mixed        | Osleni Guerrero Lisandra Suárez     | Alexander Hernández Solángel Guzmán | Alberto Paez Yanisleidys Hernandez     |